# Karl Brioullov
Karl Pavlovitch Brioullov (en russe : Карл Павлович Брюллов ; ISO 9 : Karl Pavlovič Brûllov), appelé par ses amis « le grand Karl » (12 décembre 1799 (23 décembre dans le calendrier grégorien), Saint-Pétersbourg - 
11 juin 1852 (23 juin dans le calendrier grégorien), Rome), est le premier peintre russe de stature internationale. Il est considéré comme une figure clé dans la transition du néoclassicisme au romantisme en Russie.

## Biographie
Né de parents français à Saint-Pétersbourg (son père était le peintre Pavel Brioullo), Carle Brulleau (orthographe de son nom jusqu'en 1822) se sent attiré par l'Italie dès son enfance. Malgré sa formation à l'Académie impériale des Beaux-Arts (1809-1821), Brioullov n'a jamais vraiment adopté le style classique enseigné par ses professeurs et promu par son frère Alexandre Brioullov. Après s'être distingué comme un étudiant prometteur et imaginatif, notamment auprès du peintre Andreï Ivanov, il quitte la Russie pour se rendre à Rome où il travaille jusqu'en 1835 comme portraitiste et peintre de genre. Il obtient une certaine renommée lorsqu'il se met à la peinture historique.
Son tableau le plus connu, Le Dernier Jour de Pompéi (1830-1833), est une vaste composition, comparé par Pouchkine et Gogol aux meilleures œuvres de Rubens et Van Dyck. Il a créé la sensation en Italie et contribué à la réputation grandissante de Brioullov. Après avoir fini ce tableau, il fait un retour triomphal dans la capitale russe, où il devient l'ami de nombreux membres de l'aristocratie de l'élite intellectuelle. Il obtient un poste à l'Académie impériale des beaux-arts.

Le Dernier Jour de Pompéi

En enseignant à l'académie, (1836-1848) il développe un style de portrait qui combine la simplicité néoclassique avec une tendance romantique. Sa santé se détériore brutalement alors qu'il travaille au plafond de la Cathédrale Saint-Isaac. Sur l'avis de ses docteurs, Brioullov quitte la Russie pour Madère en 1849 et passe ses trois dernières années en Italie. Il est enterré au cimetière protestant de Rome.

## Galerie d'images

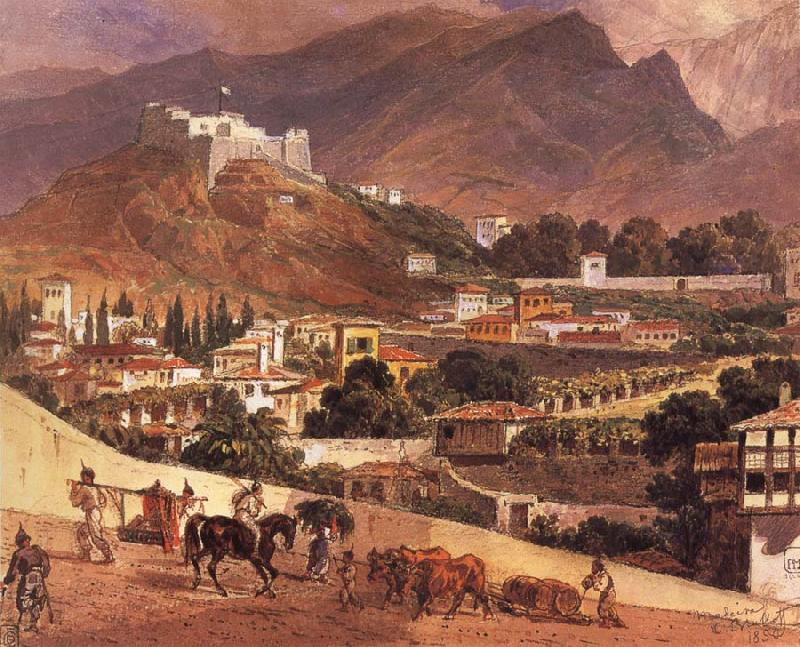
Paysage sur l'île de Madère, 1850
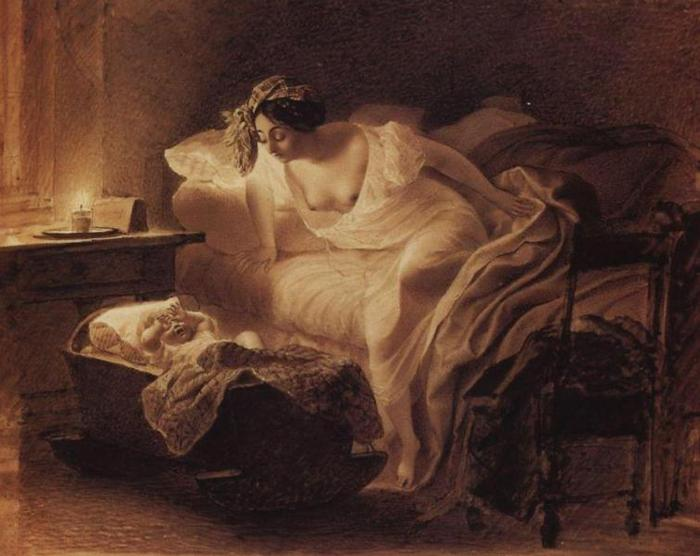
Mère réveillée par l'enfant  qui pleure, 1831
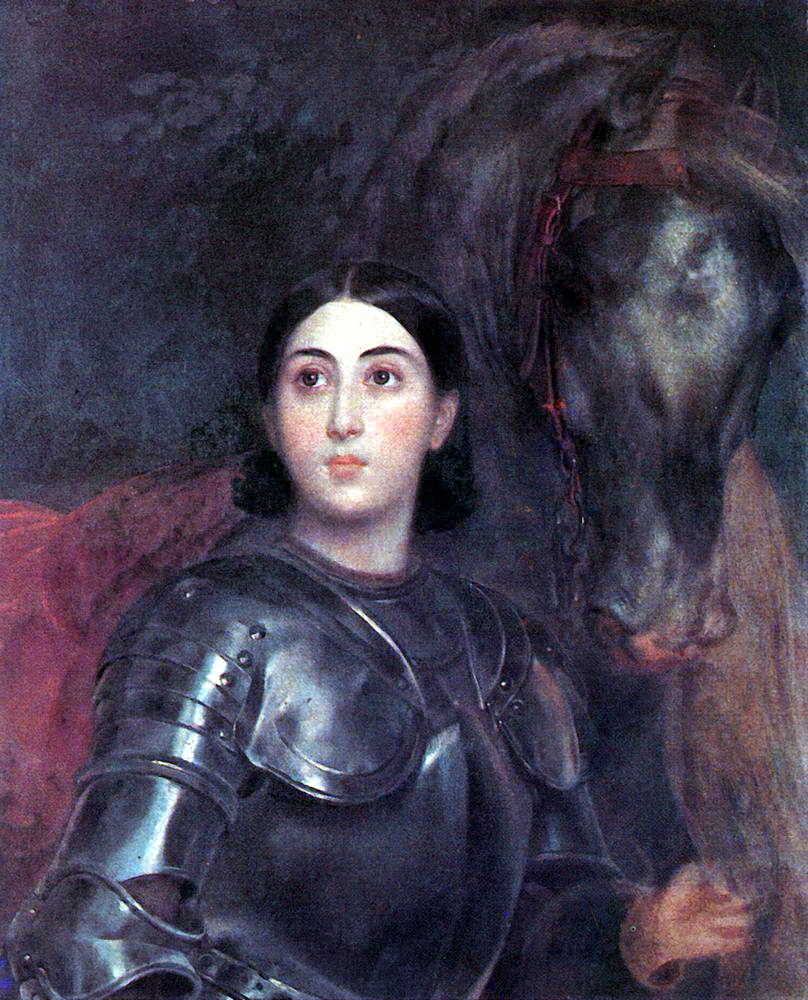
Juliette Tittoni en armure, 1850-1852
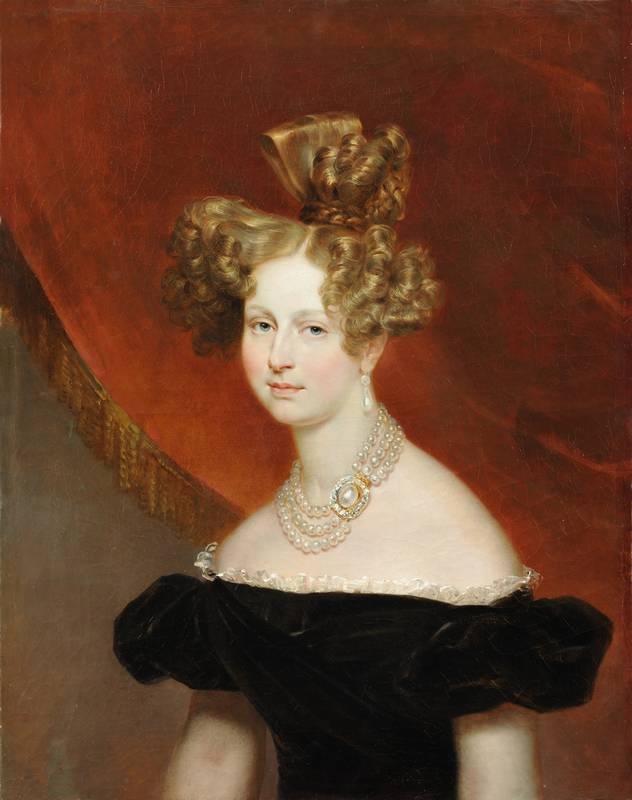
Portrait de la princesse Elena Pavlovna, 1828-1829
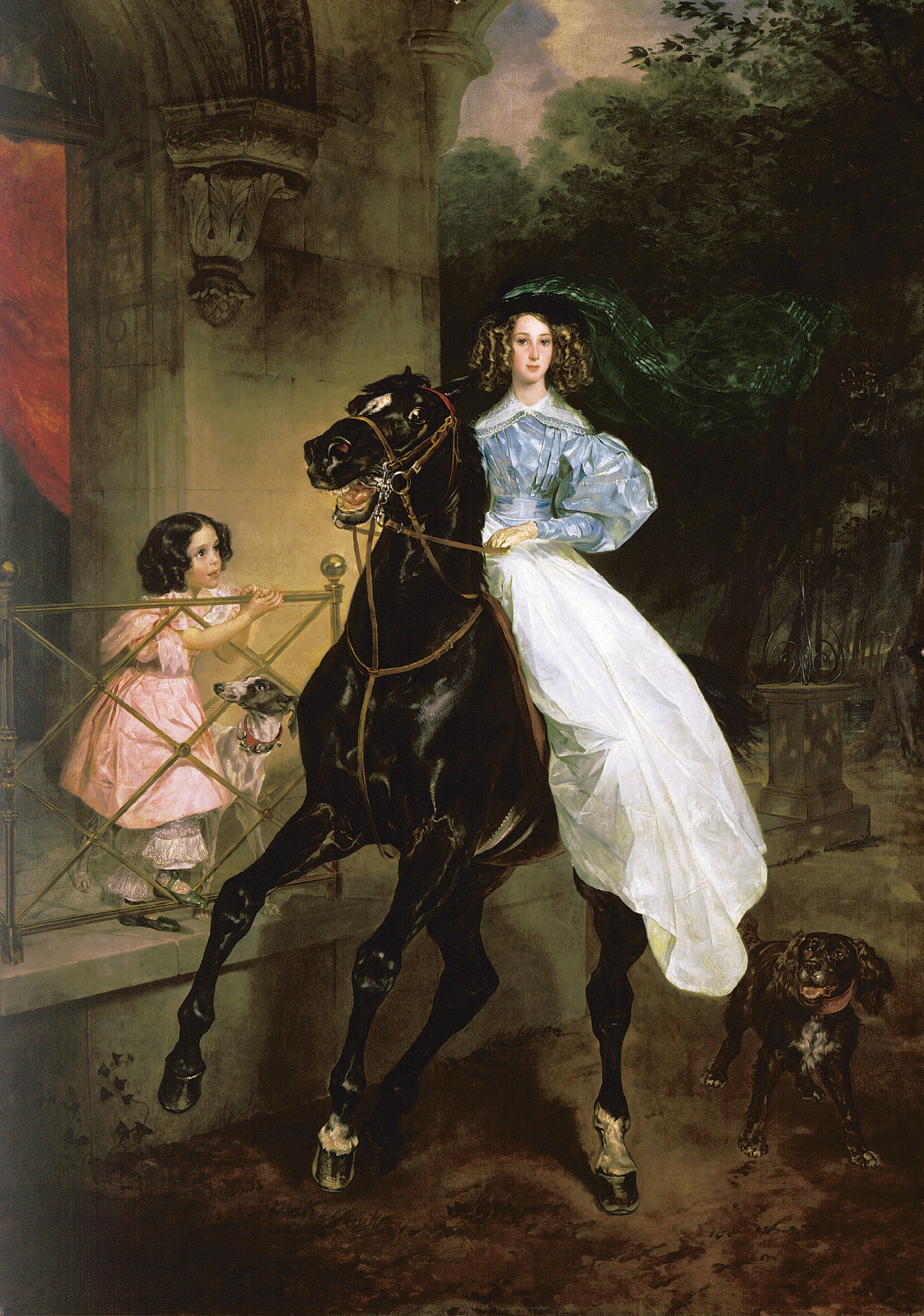
Cavalière, 1832
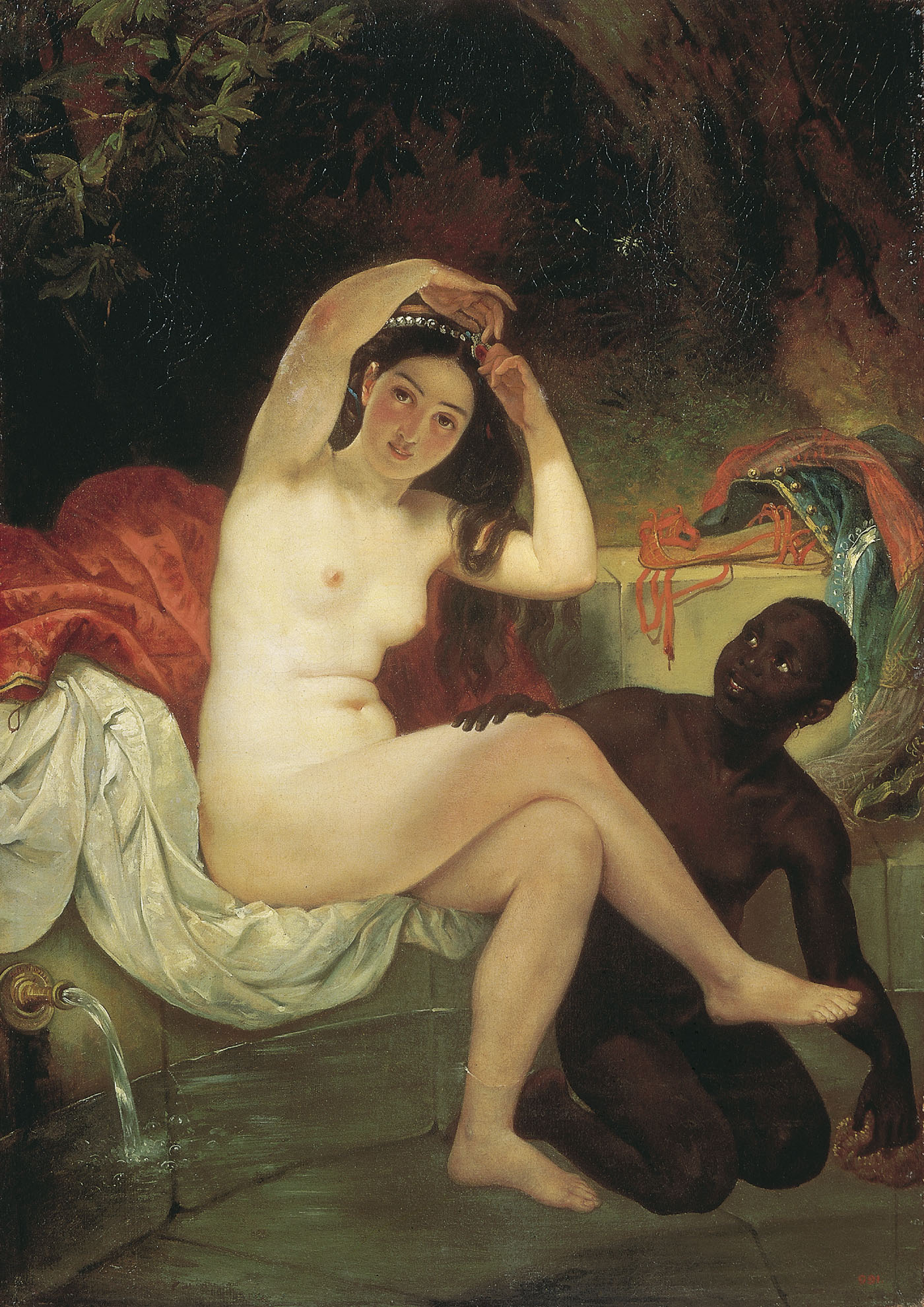
Betshabé, 1832
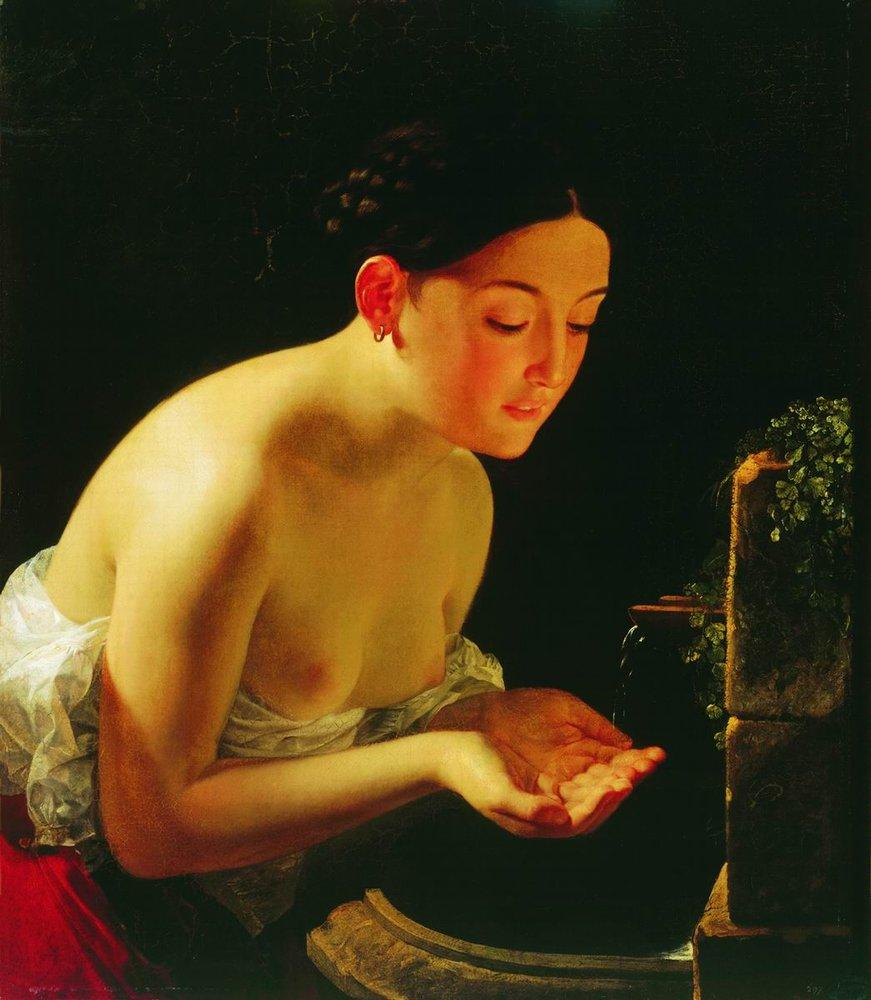
Matin italien, 1823
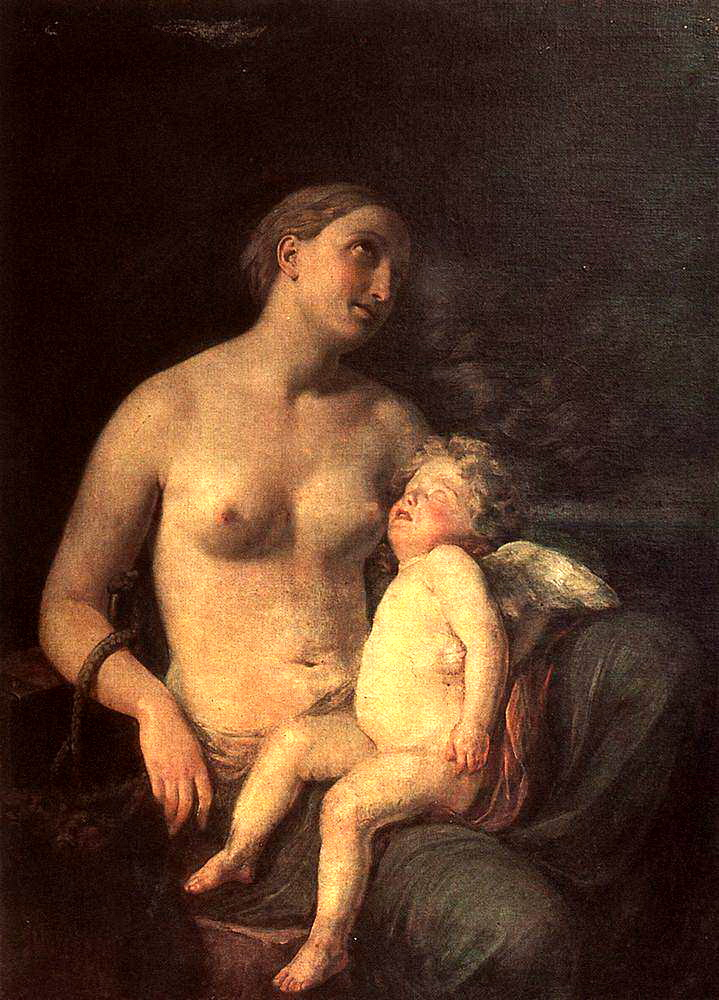
L'Espérance nourrissant l'Amour, 1824
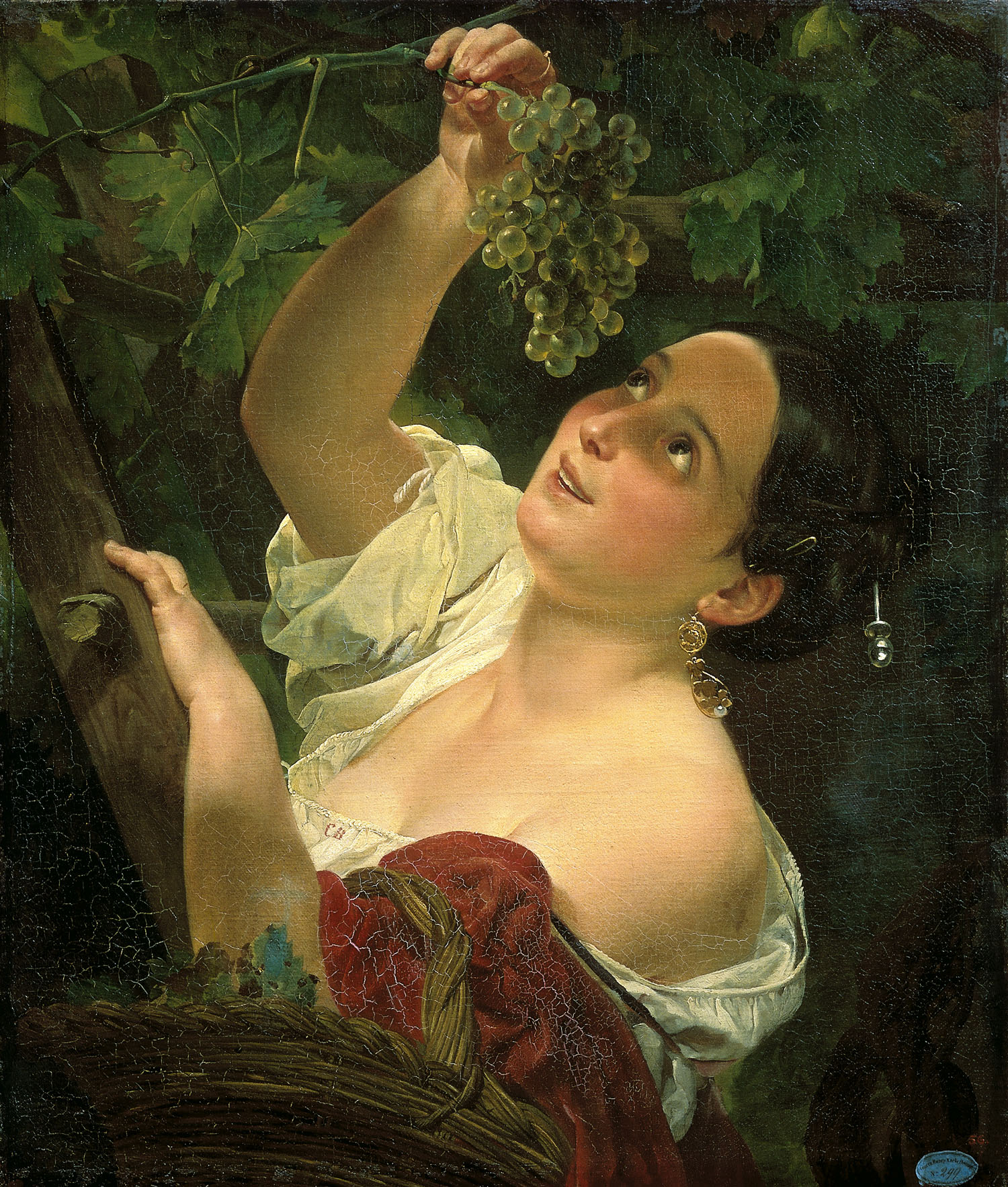
Midi italien, 1827
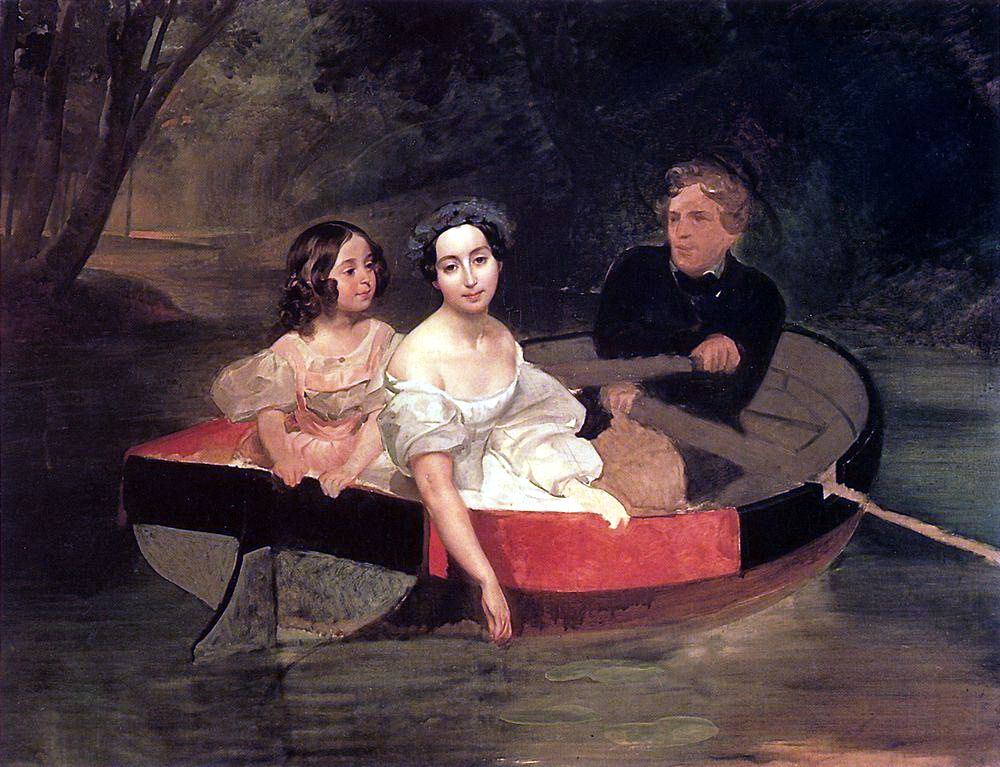
Baronne Ekaterina Meller-Zakomelskaïa  en barque avec sa fille et l'auteur, 1833-1835
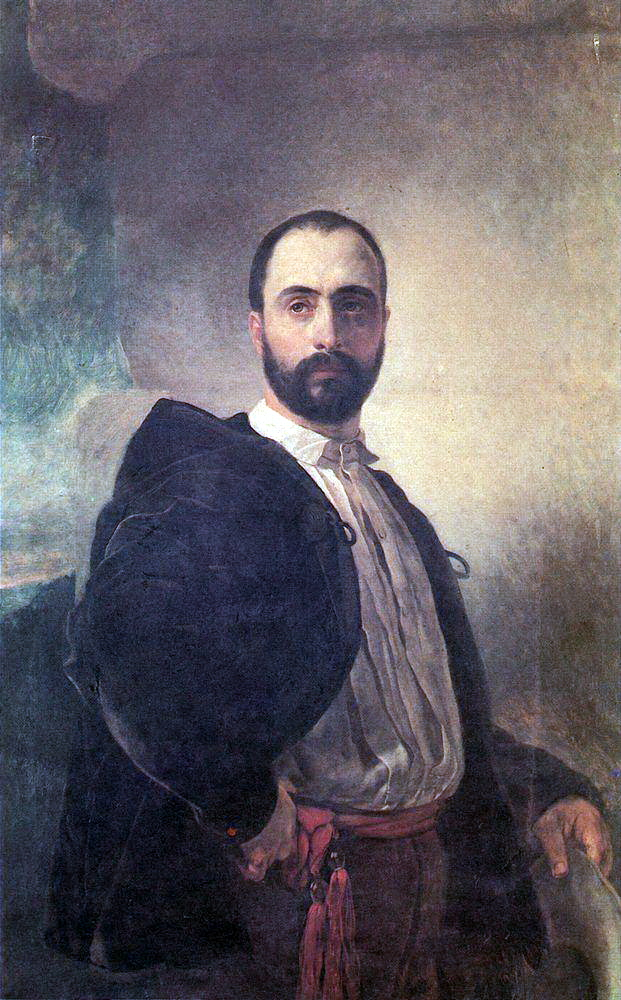
Portrait d'Angelo Tittoni, 1850-1852
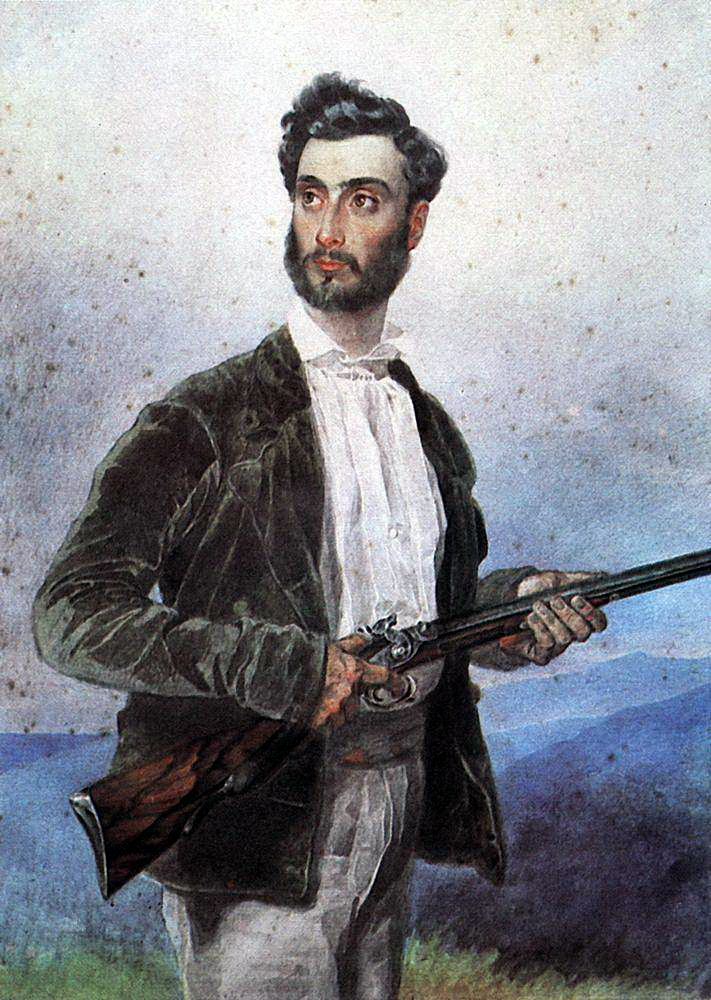
Portrait d'Antonio Tittoni , 1850-1852
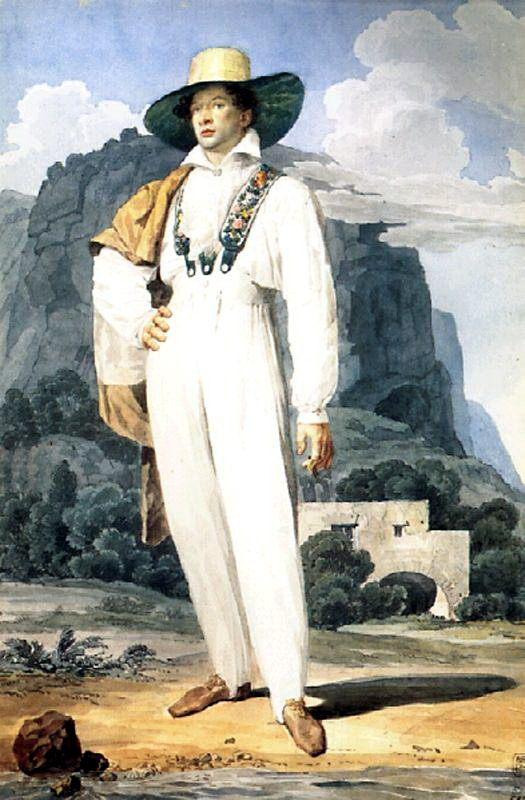
Portrait de Perovski B. A.,1824
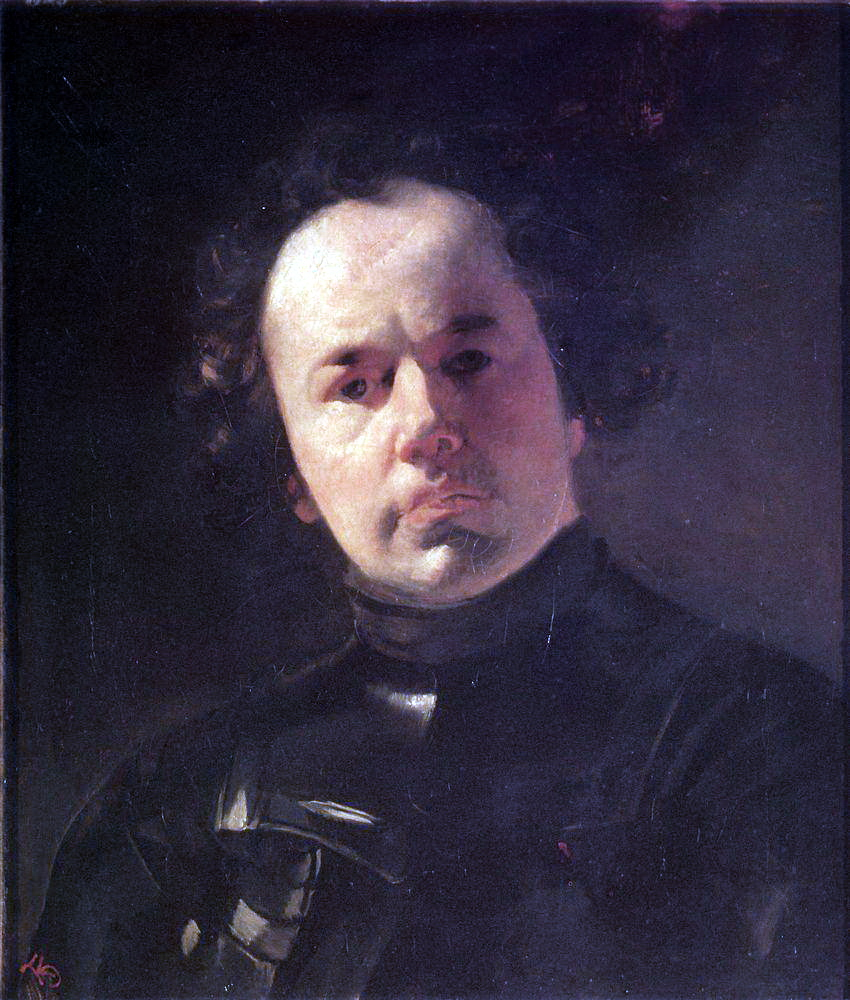
Portrait du peintre I. F. Ianenko, 1841